# Saab 17
A Saab 17 svéd egymotoros felderítő és zuhanóbombázó, amelyet az ASJA eredetileg a Saabbal való egyesülése előtt fejlesztett ki. Ez volt az első Svédországban kifejlesztett, teljesen fémből készült repülőgépe.

## Változatok
- B 17A - Bombázó változat Pratt & Whitney Twin Wasp motorral; 132db készült belőle.
- B 17B - Bombázó változat brit Bristol Mercury XXIV motorral; 55db -ot gyártottak.
- S 17BL - Felderítő változat futóművvel; 21db készült belőle.
- S 17BS - Felderítő változat úszótalppal, 38db készült.
- B 17C - Bombázó változat Piaggio PXI motorral; 77db készült el.[1]

## Fordítás
- Ez a szócikk részben vagy egészben  a   Saab 17 című angol Wikipédia-szócikk ezen változatának fordításán alapul.  Az eredeti cikk szerkesztőit annak laptörténete sorolja fel. Ez a jelzés csupán a megfogalmazás eredetét és a szerzői jogokat jelzi, nem szolgál a cikkben szereplő információk forrásmegjelöléseként.